# 中央军委办公厅警卫局
中央军委办公厅警卫局，位于北京市，是中央军委办公厅下属局，负责中央军委首长等的安全警卫工作。

## 沿革
该局的前身是中央军委办公厅警卫处。其主要职责之一是负责中央军委领导的安全警卫工作。1966年8月中共八届十一中全会在北京召开，林彪在中国共产党内领导人的排列中上升为第二位，由于其地位上升，所以根据中央的既有规定，林彪的安全警卫工作由中央军委办公厅警卫处转交中央警卫局负责。
1973年5月，吕恒礼被选调至中央军委办公厅任职，起初在中央军委办公厅警卫处工作，当时警卫处的主要职责是负责中央军委副主席叶剑英、徐向前、聂荣臻等在军队工作的中共中央政治局委员以及外地临时到北京开会的许世友、李德生、陈永贵、吴桂贤等中共中央政治局委员的安全警卫工作，同时负责中共中央和中央军委在京西宾馆举行的各类重要会议的安全警卫工作。吕恒礼多次参加首长随身、现场及多项重要会议的安全警卫工作。1976年，在同“四人帮”斗争最激烈的时期，中央军委几位老元帅的安全警卫工作显得更为重要，当时警卫处总在紧张状态中。1976年粉碎“四人帮”当晚，吕恒礼在警卫处值班室值班，随时防止突发事件发生。
后来，该警卫处改为中央军委办公厅警卫局。
在深化国防和军队改革中，2016年1月组建新的中央军委办公厅。中央军委办公厅继续设中央军委办公厅警卫局。

## 历任局长
中央军委办公厅警卫处处长
| 中央军委办公厅警卫局局长 …… - 马玉长 大校（1993年—1998年2月） …… - 汪群凯（？—？） …… - 王建军（？—） | 中央军委办公厅警卫局副局长 …… - 马玉长（1990年—1993年） …… - 高洪林 大校（？—2016年） |